# Bovenboersevaart
De Bovenboersevaart is een waterweg in de Nederlandse provincie Overijssel.
De Bovenboersevaart maakt deel uit van de waterwegen die de Belterwijde en de Bovenwijde verbinden. De Bovenboersevaart loopt van het punt waar de Molengracht zich vertakt in de Zuidergracht, die in westelijke richting naar de Dorpsgracht in het Zuideinde van Giethoorn loopt, en in de Bovenboersevaart. Deze vaart loopt met enkele haakse bochten in de richting van de Bovenwijde. Vlak voor de Bovenwijde voegen de Bovenboersevaart en de Hoosjesgracht zich samen en monden uit bij de zuidelijke oever van de Bovenwijde.